# Järnlunden
Järnlunden är en sø der ligger nord for byen Rimforsa i Östergötland i Östergötlands län i Sverige.
Søen er er næringsfattig, og har et areal på 16 km² med en maksimumdybde på 28 m. Den har udløb via Slussen i Brokind til Lilla Rängen (videre til Stora Rängen) og derfra via Stångån og Kinda kanal til Roxen.
Navnet er ikke en sammensætning af jern og lund, men kommer mere sandsynligvis af det gammelsvenske Jælunder, som betyder "den lydende, støjende sø" eller lignande. Navnet kan spores tilbaga til 1362.
58°10′27″N 15°39′9″Ø / 58.17417°N 15.65250°Ø